# Corps Borussia Bonn
Das Corps Borussia Bonn ist eine pflichtschlagende und farbentragende Studentenverbindung im Kösener Senioren-Convents-Verband (KSCV), einem der ältesten Dachverbände deutscher Studentenverbindungen. Mitglieder des Corps können Studenten und ehemalige Studenten der Rheinischen Friedrich-Wilhelms-Universität werden. Sie werden Bonner Preußen genannt.

## Couleur und Wahlspruch

Wappen des Corps Borussia Bonn

Borussia hat die Farben „schwarz-weiß-schwarz“ mit silberner Perkussion. Dazu wird ein weißer Stürmer getragen. Die Preußenfüchse tragen ein Fuchsenband in „schwarz-weiß mit unterem schmalen schwarzen Rand“ mit silberner Perkussion. Der Wahlspruch lautet Virtus fidesque bonorum corona! (deutsch: „Tugend und Treue sind die Krone der Guten“).

## Geschichte

### Gründungszeit

Kronprinz Wilhelm als Bonner Preuße, um 1901

Das Corps Borussia wurde am 22. Dezember 1821 von Studenten an der Universität Bonn gegründet. Es ist seit dem Jahre 1856 Mitglied im Kösener Senioren-Convents-Verband (KSCV).

1864 und 1883 stellte das Corps den Kösener Vorortsprecher. Der Corpsschleifenträger Alexander von Claer unterstützte Leonhard Zander 1881 bei seiner Kösener Reforminitiative.

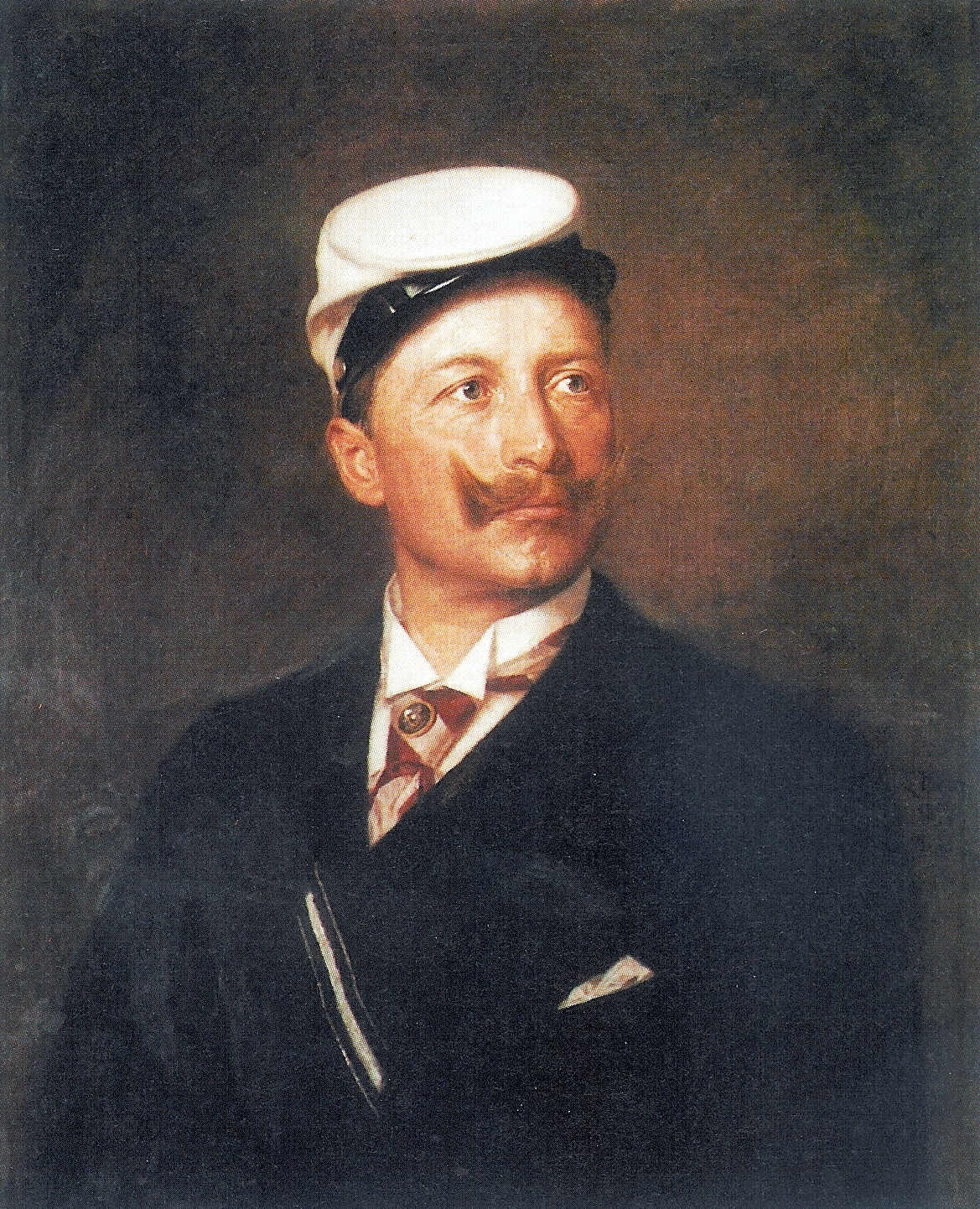
Kaiser Wilhelm II. im Couleur des Corps Borussia Bonn, Gemälde von Ludwig Noster

Ab etwa der Mitte des 19. Jahrhunderts bis nach dem Zweiten Weltkrieg entstammten die Mitglieder des Corps Borussia praktisch ausschließlich dem preußischen und norddeutschen Adel, darunter viele Angehörige des Preußischen Herrscherhauses wie der deutsche Kaiser Wilhelm II. Bis zur Auflösung des Corps im Jahre 1935 waren 11 Mitglieder des preußischen Königshauses und 52 Angehörige anderer fürstlicher Familien Mitglieder des Corps. Aufgrund dieser herausgehobenen Stellung machten die Zeitschrift Simplicissimus und andere satirische Blätter das Corps immer wieder zum Gegenstand bissiger Karikaturen.
Überregionale Aufmerksamkeit erhielt das Corps auch, nachdem einige Mitglieder 1910 einen Unteroffizier überfallen und dessen Wohnung demoliert hatten. Daraufhin wurde das Corps für ein Semester suspendiert. Der Vorfall kam u. a. im Deutschen Reichstag zur Sprache (Fall Feith).

### Die Zeit der Zwei Weltkriege
Wie sehr das Corps Borussia mit der politischen Elite des Deutschen Reiches verwoben war, zeigte sich im Nachgang der Novemberrevolution. Im Auftrag der neuen republikanischen Regierung überbrachte der Bonner Preuße Eberhard von Pannwitz dem auf der niederländischen Insel Wieringen internierten Kronprinzen Wilhelm, ebenfalls Bonner Preuße, am 1. Dezember 1918 die Aufforderung zum Verzicht auf den preußischen und deutschen Thron. Wilhelm vermutete, dass Pannwitz, damals Legationssekretär der deutschen Gesandtschaft in Den Haag, diese Aufgabe freiwillig übernahm, da eine solche Nachricht „aus Freundesmund“ einfacher zu akzeptieren gewesen wäre.
Zur Zeit des Nationalsozialismus spiegelte sich die Rolle der preußischen Elite zwischen Gehorsam und Gewissen auch im Corps Borussia wider. Einer der Widerstandskämpfer des 20. Juli 1944 und Mitglied des Kreisauer Kreises, Peter Graf Yorck von Wartenburg, war Bonner Preuße, ebenso der deutsche Botschafter in den USA, Friedrich von Prittwitz und Gaffron, der als einziger Botschafter nach Hitlers Machtübernahme von seinem Posten zurücktrat. Friedrich-Karl von Zitzewitz, der ebenfalls zum Widerstand gehörte und noch im Januar 1945 vor dem Volksgerichtshof unter seinem Vorsitzenden Freisler angeklagt wurde, überlebte, weil Berlin vor der letzten Verhandlung von den Russen erobert wurde. Andere Mitglieder des Corps, etwa der Bankier und Schatzmeister des Freundeskreises Reichsführer SS, SS-Brigadeführer Kurt Freiherr von Schröder (1889–1966), oder der damalige SA-Gruppenführer August Wilhelm Prinz von Preußen (Austritt aus dem Corps Juni 1934) waren dagegen aktive Nationalsozialisten.
Schon 1933 hatte der KSCV unter dem Druck des nationalsozialistischen Regimes seine Satzung dahin geändert, dass alle zugehörigen Corps gezwungen waren, Mitglieder mit jüdischer Abstammung oder mit jüdischen Ehefrauen aus dem Corpsverband auszuschließen. Im Corps Borussia betraf das die vergleichsweise hohe Zahl von elf Mitgliedern. Der Ausschluss dieser Corpsbrüder wurde im Sommersemester 1934 gemeinsam vom aktiven Corps und dem AH-Verband kategorisch abgelehnt.
Wie die überwiegende Zahl der übrigen Corps – nur fünf Kösener Corps lehnten die Klausel von vornherein ab und lösten sich binnen kurzer Zeit auf – verfolgte das Corps Borussia in der Hoffnung auf einen Erfolg der andauernden Verhandlungen des KSCV um einen Kompromiss weiterhin eine Verzögerungstaktik. Schließlich wurde dem Corps im September 1935 eine Ausschlussfrist bis zum 15. Oktober gesetzt, binnen derer der Arierparagraph umzusetzen sei. Vor der aus diesem Grunde einberufenen Mitgliederversammlung am 13. Oktober 1935 in Berlin drängte der Vorsitzende des AH-Verbandes Bodo Graf von Alvensleben einige der betroffenen Corpsbrüder zum Opfer der Bandniederlegung, was schon zu Beginn der Sitzung eine deutliche Missstimmung hervorgerufen haben soll. Nachdem Paul Graf Yorck von Wartenburg leidenschaftlich dagegen protestiert hatte, dass eine „freiwillige“ Bandniederlegung durch einige Corpsbrüder auch nur erwogen werde, seinen Austritt aus dem Corps erklärt und die Versammlung verlassen hatte, fasste die Mitgliederversammlung den einstimmigen Beschluss, den AH-Verein aufzulösen, und das aktive Corps folgte mit einem gleichen Beschluss. Aus den abschließenden Mitteilungen der Kösener Auflösungsstelle ergibt sich, dass das Corps Borussia mit seinem Auflösungsbeschluss zu den zwölf Corps gehört, die den geforderten Ausschluss der Mitglieder mit jüdischer Abstammung oder jüdischen Ehefrauen nicht beschlossen haben.

### Nachkriegszeit
1949 wurde das Corps wiederbegründet und rekrutiert sich auch heute noch zu einem guten Teil aus Angehörigen deutscher Adelsfamilien.

## Corpshaus

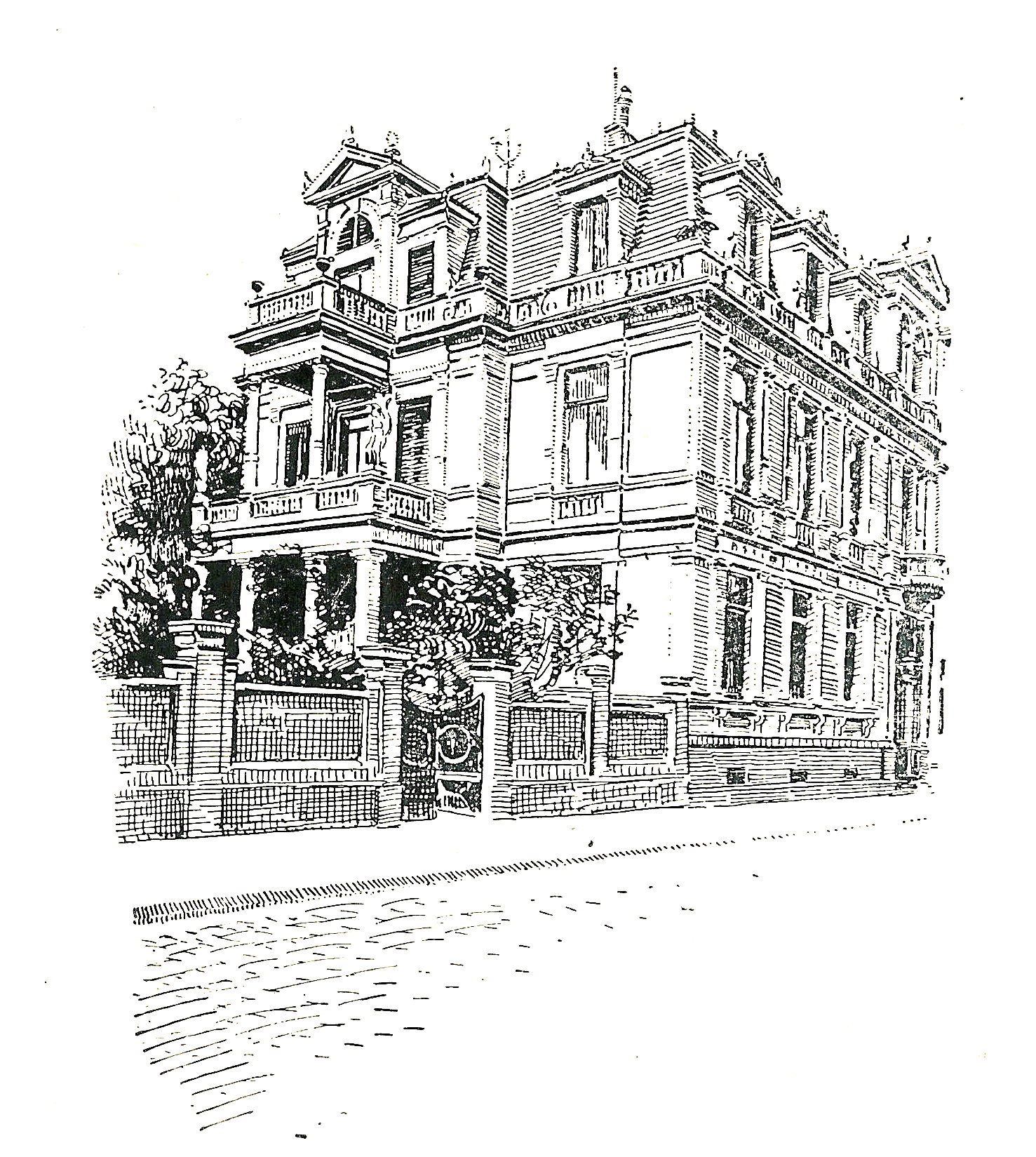
Früheres Haus des Corps in der Kaiserstr. 52
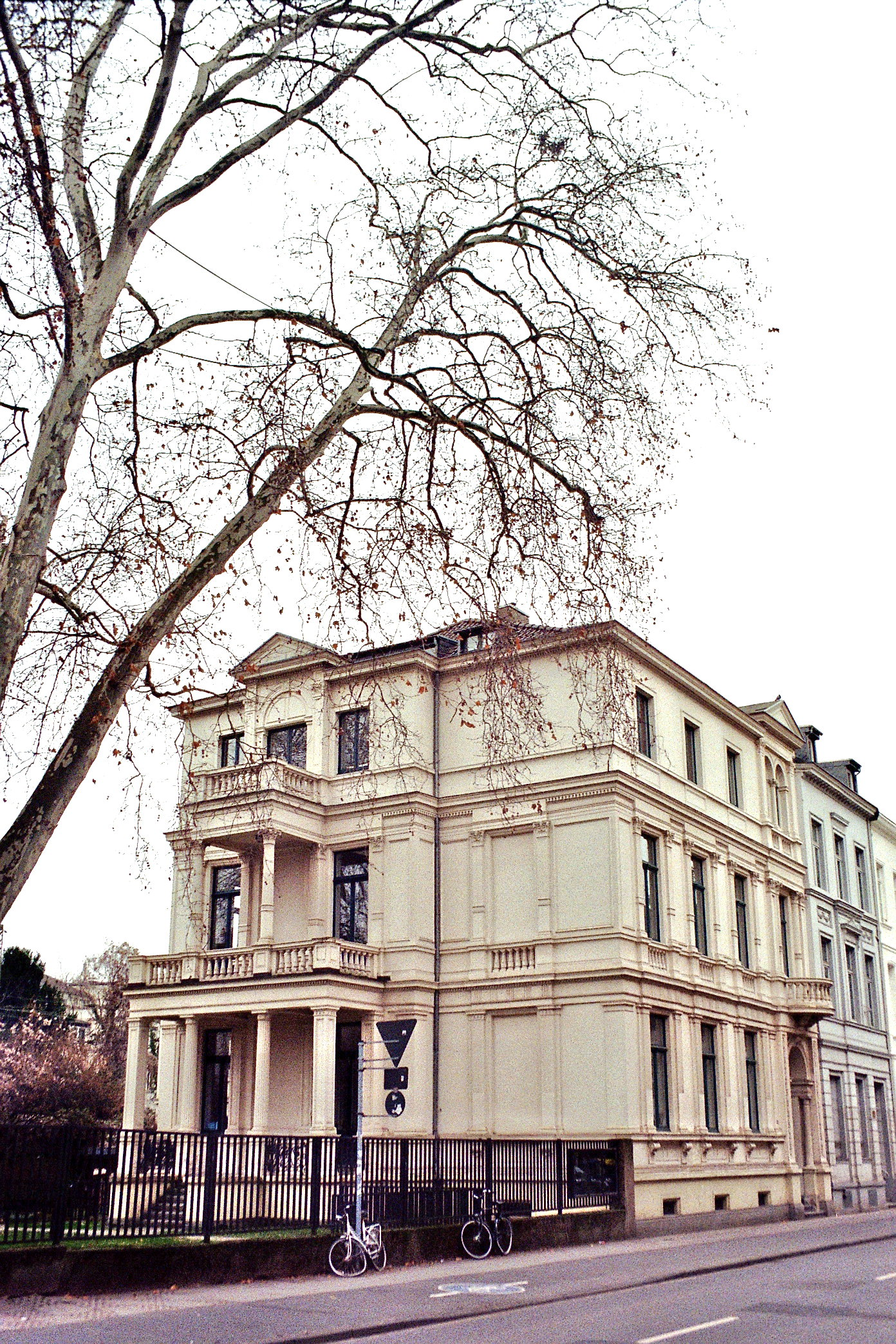
Das frühere Corpshaus in der Kaiserstr. 52 im Jahre 2011
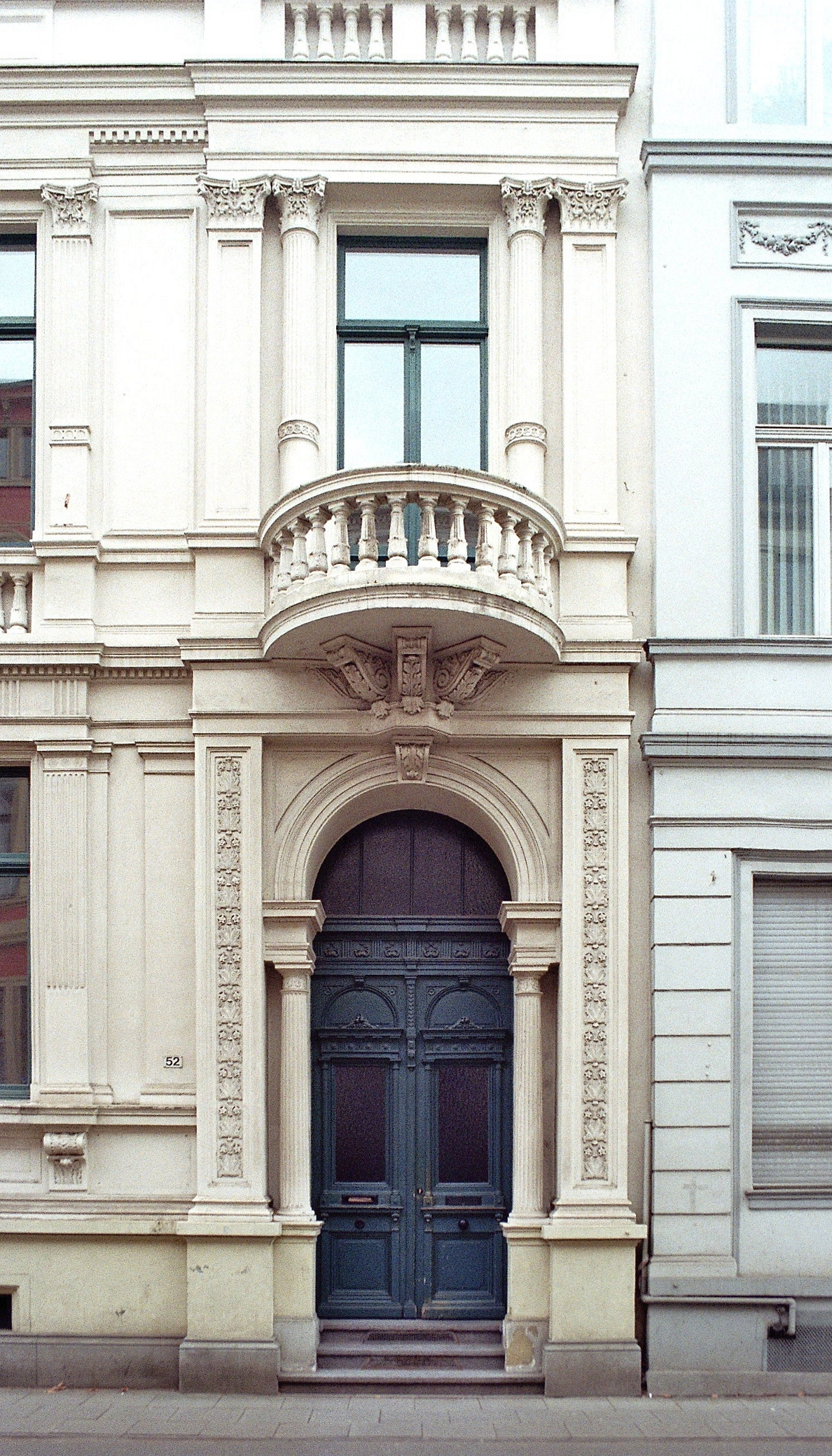
Eingangsportal des früheren Corpshauses in der Kaiserstr. 52

## Auswärtige Beziehungen
Das Corps Borussia ist Mitglied im Kösener Senioren-Convents-Verband (KSCV) und gehört zu den Unterzeichnern des Bonner SC-Comments. Der Bonner Senioren-Convent besteht heute aus den fünf Kösener Corps Borussia, Guestphalia, Hansea, Rhenania und Saxonia.
Mit dem Corps Saxo-Borussia Heidelberg und dem Corps Saxonia Göttingen bildet das Corps Borussia aufgrund alter Kartellbeziehungen den Weißen Kreis im KSCV.